# Даугава (футбольный клуб, Даугавпилс)
Футбо́льный клуб «Да́угава» (латыш. Futbola klubs «Daugava») — латвийский футбольный клуб из города Даугавпилс.

## История
Клуб основан в 2001 году под именем ФК «Диттон» (латыш. FK Ditton) бизнесменом Владиславом Дриксне, владельцем одноимённой фирмы. Всего за несколько лет клуб прошёл путь от чемпионата Даугавпилса до высшей лиги чемпионата Латвии, в которой дебютировал в 2004 году. Дебют в классе сильнейших оказался для «Диттона» неудачным и клубу пришлось покинуть лигу. 2005 год клуб начинал молодёжным составом, однако по ходу сезона усилился опытными игроками и с ходу завоевал путевку в высшую лигу.
К сезону 2006 года в «Диттоне» появились новые инвесторы. В клуб пришёл известный футбольный агент из России Евгений Култаев, который посоветовал Дриксне пригласить тренировать команду известного в прошлом российского футболиста Сергея Юрана, которого уже в июле сменил Сергей Кирьяков. По итогам чемпионата клуб занял рекордное для себя 5-е место.
В конце 2006 года главным акционером клуба стал Игорь Малышков, известный российский предприниматель, уроженец Даугавпилса. Принимается решение о переименовании клуба в ФК «Даугава». На должность главного тренера был приглашен Сергей Петренко, известный по работе в московском «Торпедо», который покинул клуб уже в мае 2007 года «по семейным обстоятельствам». В июне 2007 года главным тренером команды назначен Игорь Гамула, затем команду возглавил Михаил Землинский, но 17 августа 2008 года его вновь сменил Гамула.
19 июля 2008 года в Даугавпилсе состоялось открытие стадиона «Даугава» (реконструированный стадион ДВВАИУ), имеющего 1200 сидячих мест на крытой трибуне.
8 февраля 2009 года в связи с финансовыми проблемами ФК «Даугава» было объявлено о слиянии ФК «Динабург» и ФК «Даугава» в единую команду «Динабург» к чемпионату Латвии 2009 года. После дисквалификации ФК «Динабург», решено разрешить команде первой лиги «Даугава» выступать в высшей лиге в 2010 году за город Даугавпилс.
При этом, в первой лиге играла команда детского футбольного центра «Даугава», в 2013 году она вышла в высшую лигу и сменила название на «Даугавпилс».
7 марта 2014 года комиссия ЛФФ по лицензированию клубов отклонила заявку «Даугавы» о присвоении лицензии ЛФФ-А, необходимой для участия в сезоне 2014 года. 20 марта 2014 года комиссия ЛФФ по апелляциям присвоила клубу лицензию ЛФФ-А.
30 января 2015 года комиссия ЛФФ по лицензированию клубов отклонила заявку «Даугавы» о присвоении лицензии ЛФФ-А, необходимой для участия в сезоне 2015 года. 13 февраля 2015 года комиссия ЛФФ по апелляциям отклонила апелляционную жалобу клуба. Таким образом, клуб потерял право выступать в Высшей лиге.
По состоянию на декабрь 2015 года клуб не исполнил решения юридических комиссий ЛФФ о выполнении обязательств перед бывшими игроками. 22 декабря 2015 года решением правления ЛФФ клуб был исключён из членов федерации.

## Достижения
Высшая лига Латвии
- Чемпион (1): 2012.
- Бронзовый призёр (2): 2011, 2013.

Кубок Латвии
- Обладатель (1): 2008.

Суперкубок Латвии
- Обладатель (1): 2013.

Зимний кубок Высшей лиги
- Обладатель (1): 2013.

## Результаты выступлений
| Сезон | Лига         | Место | И   | В   | Н  | П   | Голы    | О   |  | Кубок         |
| ----- | ------------ | ----- | --- | --- | -- | --- | ------- | --- |  | ------------- |
| 2001  | Вторая лига  | 1     | 14  | 13  | 0  | 1   | 86‒11   | 39  |  | не участвовал |
| 2001  | Вторая лига  | 1     | 4   | 4   | 0  | 0   | 15‒0    | 12  |  | не участвовал |
| 2002  | Первая лига  | 2     | 28  | 19  | 7  | 2   | 94‒22   | 64  |  | 1/8 финала    |
| 2003  | Первая лига  | 3     | 27  | 16  | 2  | 9   | 79‒32   | 50  |  | 1/4 финала    |
| 2004  | Высшая лига  | 7     | 28  | 7   | 5  | 16  | 20‒62   | 26  |  | 1/2 финала    |
| 2005  | Первая лига  | 5     | 26  | 14  | 5  | 7   | 59‒28   | 47  |  | 1/8 финала    |
| 2006  | Высшая лига  | 5     | 28  | 10  | 8  | 10  | 33‒31   | 38  |  | 1/4 финала    |
| 2007  | Высшая лига  | 5     | 28  | 9   | 6  | 13  | 33‒38   | 33  |  | 1/2 финала    |
| 2008  | Высшая лига  | 5     | 28  | 10  | 7  | 11  | 40‒35   | 37  |  | Победитель    |
| 2009  | Первая лига1 | 9     | 26  | 9   | 7  | 10  | 38‒43   | 34  |  | 1/8 финала    |
| 2010  | Высшая лига  | 4     | 27  | 16  | 8  | 3   | 35‒16   | 56  |  | 1/2 финала    |
| 2011  | Высшая лига  | 3     | 32  | 19  | 6  | 7   | 58‒30   | 63  |  | 1/4 финала    |
| 2012  | Высшая лига  | 1     | 36  | 23  | 9  | 4   | 64‒25   | 78  |  | 1/2 финала    |
| 2013  | Высшая лига  | 3     | 27  | 15  | 7  | 5   | 44‒19   | 52  |  | 1/2 финала    |
| 2014  | Высшая лига  | 52    | 36  | 19  | 8  | 9   | 53‒39   | 52  |  | 1/8 финала    |
| 2015  | Вторая лига  | 4     | 14  | 8   | 1  | 5   | 52‒39   | 25  |  | не участвовал |
| Всего | Всего        | Всего | 409 | 211 | 86 | 112 | 803‒470 | 706 |  |               |

## Тренеры
- Геннадий Пашин (2001—2002)
- Эрик Григьян (2003—2004)
- Сергей Погодин (2005)
- Сергей Юран (январь 2006 — июнь 2006)
- Сергей Погодин (и. о.) (июнь 2006)
- Сергей Кирьяков (июнь 2006 — сентябрь 2006)
- Игорь Кичигин (и. о.) (сентябрь 2006 — декабрь 2006)
- Сергей Петренко (январь 2007 — июнь 2007)
- Сергей Погодин (и. о.) (июнь 2007)
- Игорь Гамула (июнь 2007 — ноябрь 2007)
- Михаил Землинский (ноябрь 2007 — август 2008)
- Игорь Гамула (август 2008 — декабрь 2008, апрель 2009 — июнь 2009)
- Кирилл Курбатов (июнь 2009 — декабрь 2009)
- Сергей Погодин (январь 2010 — февраль 2010)
- Александр Лаптев (февраль 2010)
- Сергей Погодин (февраль 2010 — июнь 2010)
- Тамаз Пертия (июнь 2010 — июль 2011)
- Сергей Погодин (и. о.) (июль 2011)
- Леонид Назаренко (июль 2011 — декабрь 2011)
- Равиль Сабитов (декабрь 2011 — май 2012)
- Владимир Жаворонков (и. о.) (май 2012)
- Иван Табанов (май 2012 — декабрь 2013)
- Виктор Демидов (январь 2014 — май 2014)
- Владимир Жаворонков (и. о.) (май — июнь 2014)
- Геннадий Орбу (июнь — август 2014)
- Иван Табанов (август — октябрь 2014)
- Владимир Жаворонков (и. о.) (октябрь — ноябрь 2014)
- Евгений Симонов (2015)

## Рекорды клуба
- Самая крупная победа: 6:0 («Олимп», 2011)
- Наиболее крупное поражение: 0:8 («Вентспилс», 2004).